# 北海道大學綜合博物館
北海道大學綜合博物館（日语：ほっかいどうだいがくそうごうはくぶつかん）是一家由國立大學法人北海道大學設置的博物館。

## 历史
設立北海道大學綜合博物館的討論自1960年代就已經開始，但到1999年文部省才允許設立。綜合博物館展示北海道大學自札幌農學校建校以來140年的探究成果，由位於札幌校區的本館、札幌農學校第二農場和函館校區的水產科學館三座設施構成。

## 营业时间
- 周二至周日：上午十点至下午五点
- 周一闭馆

## 外部連結
- 北海道大学総合博物館（页面存档备份，存于）
- 北海道大学総合博物館分館 水産科学館（页面存档备份，存于）
- 北海道大學綜合博物館的Facebook專頁